# Jalila Haider
Jalila Haider (em urdu/em persa: جلیله حیدر, nascida em 1988) é uma advogada de direitos humanos e ativista política de Quetta, no Baluchistão, no Paquistão. Ela é conhecida por ser a primeira advogada da minoria étnica Hazara de Quetta e uma defensora dos direitos de sua comunidade perseguida. Ela é membro do Partido dos Trabalhadores Awami (AWP), líder do capítulo do Baluchistão da Women Democratic Front (WDF) e também ativista do Movimento Pashtun Tahafuz (PTM). Ela fundou uma organização sem fins lucrativos, "We the Humans - Pakistan", que visa capacitar as comunidades locais no Baluchistão, fortalecendo as oportunidades para mulheres e crianças vulneráveis.
Ela foi nomeada nas 100 Mulheres de 2019 da BBC, e foi escolhida como uma Mulher Internacional de Coragem pelo Departamento de Estado dos Estados Unidos, em março de 2020.

## Vida pregressa
Jalila Haider nasceu em 10 de dezembro de 1988, em Quetta, Baluchistão, no Paquistão. Ela possui mestrado em Relações Internacionais pela Universidade do Baluchistão.

## Carreira
Jalila Haider tem apoiado os direitos das comunidades vulneráveis e se manifestado contra as violações e abusos de direitos humanos enfrentados por elas. Ela fez campanha contra os desaparecimentos forçados e assassinatos de trabalhadores políticos da etnia Balúchi e liderou protestos e ocupações contra a limpeza étnica dos hazaras. Ela participa e fala contra as atrocidades enfrentadas pelas pessoas da etnia pastó e acredita que sua dor é semelhante, pois todos reivindicam seu direito à vida garantido na Constituição do Paquistão. Jalila Haider também discursou em uma reunião do Movimento Pashtun Tahaffuz, em Quetta, em março de 2018, pela qual recebeu críticas e assédio.
Após quatro ataques separados contra a comunidade Hazara em abril de 2018, Jalila Haider liderou um acampamento pacífico de greve de fome fora do clube de imprensa de Quetta, que durou cerca de cinco dias. Jalila Haider e outros líderes exigiram que o Chefe do Estado-Maior do Exército do Paquistão, Qamar Javed Bajwa, visitasse a comunidade e tomasse medidas concretas para levar os perpetradores à justiça e garantir sua segurança. Jalila Haider e os anciãos da comunidade tiveram conversas inconclusivas com o ministro-chefe do Baluchistão, Mir Abdul Quddus Bizenjo, o Ministro do Interior Federal, Ahsan Iqbal, e o Ministro do Interior Provincial, Mir Sarfraz Bugti. A greve terminou depois que Qamar Javed Bajwa realizou reuniões com os anciãos tribais e representantes da comunidade, incluindo mulheres hazara, nas quais garantiu a segurança e proteção do direito à vida da comunidade. Após a greve de fome, em 2 de maio de 2018, o chefe de justiça do Paquistão, Mian Saqib Nisar, tomou conhecimento dos assassinatos de hazaras. Na audiência subsequente, em 11 de maio, esses assassinatos seletivos foram identificados como limpeza étnica da comunidade Hazara e Nisar instruiu todas as agências de segurança a apresentar relatórios sobre as forças por trás desses assassinatos.
Além de seu ativismo político, Jalila Haider exerce a advocacia no Conselho de Advogados do Baluchistão há anos. Ela é especializada na defesa dos direitos das mulheres e oferece serviços jurídicos gratuitos para pessoas que não podem pagar por aconselhamento jurídico em uma ampla gama de questões, incluindo justiça justa, execuções extrajudiciais, violência doméstica, disputas matrimoniais, assédio sexual e direitos de propriedade.
Em 2018, Jalila Haider também se encontrou com o Sr. Ihsan Ghani, Coordenador Nacional, Autoridade Nacional de Contraterrorismo (NACTA) em Islamabade para apresentar as queixas das mulheres da etnia Hazara que estão enfrentando desafios sociais, econômicos e administrativos, já que os chefes de família do sexo masculino têm sido morto.
Jalila Haider também contribuiu para a luta feminista no Baluchistão, lutando contra as normas do patriarcado e liderando todos os principais movimentos, incluindo a Marcha de Aurat.
Em 2020, Jalila Haider recebeu uma bolsa de estudos na Universidade de Sussex, uma universidade pública de pesquisa localizada em Falmer, cerca de 6 km da cidade de Brighton, no Reino Unido.

## Reconhecimentos
2014 - Membro do Atlantic Council Emerging Leaders of Pakistan.
2015 - Membro do primeiro lote de Empreendedores Sociais do Paquistão por Rajeev Circle Fellows.
2015 - Lista 'News Women Power 50' das mulheres mais influentes e poderosas do Paquistão.
2016 - Bolsista Young Connectors of the Future, do Instituto Sueco.
2019 - Lista das 100 mulheres mais inspiradoras da BBC.
2020 - Mulher Internacional de Coragem, indicada pelo Secretário de Estado dos EUA.
2020 - Recebeu o prêmio Hum TV Women Leaders, por suas conquistas no ano passado.

## Ameaças
Jalila Haider recebeu críticas de sua sociedade e ameaças e assédio de atores estatais e não estatais por seu ativismo contra os excessos dos direitos humanos. Em março de 2019, o nome de Jalila Haider foi colocado na Lista de Controle de Saída (ECL) do Paquistão, após sua participação nas reuniões públicas do Movimento Pashtun Tahafuz.